# Бергер, Ханс
Ханс Бергер (нем. Hans Berger; 21 мая 1873, Нойзес близ Кобурга — 1 июня 1941, Йена) — немецкий физиолог и психиатр, один из отцов метода электроэнцефалографии.

## Биография
Ханс Бергер родился в д. Нойзес около г. Кобург в Тюрингии (Германия).
Открыл альфа-ритм человеческого мозга. Создатель электроэнцефалографического метода регистрации мозговой активности, ученик О. Бинсвангера. После обучения и прохождения годичной военной службы работал с 1901 в качестве приват-доцента в Йене, с 1905 он экстраординарный профессор, с 1919 по 1938 ординарный профессор и директор Психиатрической клиники Йенского университета, которая в настоящее время носит его имя. Занимался описанием хронической формы паранойи (1913). 

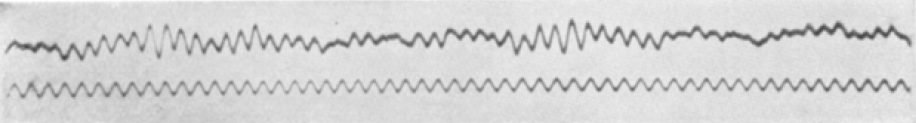
Ранняя запись ЭЭГ, сделанная Бергером

В 1924 ему удалось зафиксировать при помощи гальванометра на бумаге в виде кривой электрические сигналы от поверхности головы (а не непосредственно от самого мозга, как до него), генерируемые головным мозгом (сам факт генерации мозгом электрического тока открыл в 1875 английский врач Ричард Катон). Альфа-волны мозговой активности, имеющие частоту 8-12 Гц, получили название волн Бергера. Проводил исследования электрической активности мозга (прежде всего по параметрам амплитуды) в различных условиях: в спокойном состоянии, при решении задач, при наркозе. В своей книге Psyche (Jena, 1940) обратился к решению проблемы экстрасенсорного восприятия, рассматривая возможности электроволновой модели для объяснения этого феномена и указывая на её недостаточность.
После длительного периода депрессии и страданий, вызванных тяжёлой кожной инфекцией, Г. Бергер повесился в южном крыле клиники 1 июня 1941 года.